# Emperor of the Fading Suns
Emperor of the Fading Suns è un videogioco strategico a turni 4X sviluppato dalla Holistic Design e pubblicato dalla Segasoft per Microsoft Windows in America del Nord il 23 gennaio 1997.
Basato sul gioco di ruolo Fading Suns, il gioco è caratterizzato da un'ampia gamma di unità e una storia complessa, ma anche da numerosi bug e caratteristiche poco sviluppate. Dopo la fine del supporto ufficiale, il gioco ha ricevuto numerose mod create dai fan. Il 19 ottobre 2020, è uscito su GOG.com.

## Modalità di gioco
Il gioco è ambientato in una mappa galattica e un totale di 43 mappe planetarie specifiche; ogni pianeta può essere esplorato, colonizzato e conquistato e le loro mappe usano un sistema a griglie esagonali, dove ogni casella può essere occupato da un'unità singola o un edificio. Il giocatore controlla un signore feudale a capo di un casato che deve farsi strada tra le rovine di un impero galattico, e deve sfidare altri casati nella lotta per diventare Imperatore della Galassia, in un'elezione che si svolge ogni 10 anni sul pianeta neutrale Byzantium-2. Di base esistono cinque casati, ognuno con i propri tratti positivi e negativi, tuttavia personalizzabili, e il proprio pianeta d'origine (di preciso, un pianeta temperato rappresenta un avvio migliore rispetto a uno di ghiaccio o giungla). Nel gioco esistono anche gruppi non giocanti come i Simbionti (che terrorizzano la razza umana), i Vau (una razza aliena che cerca di approfittare del vuoto di potere tra gli Umani), la Gilda e la Chiesa.
Tra gli edifici costruibili esistono i laboratori, che conducono ricerche in maniera separata, il che vuol dire che, appena si costruisce o conquista un laboratorio, si deve avviare manualmente la ricerca al suo interno. La tecnologia si divide in quattro rami: bioingegneria, fisica avanzata, ingegneria psicologia e ricerca applicata. Alcune tecnologie sono contrassegnate in rosso in quanto proibite dalla Chiesa, come nel caso di ricerche che abilitano mutazioni e cyborg e che donano potenzialmente vantaggi notevoli rispetto agli avversari.

## Accoglienza
La rivista Next Generation ha votato il gioco con 4 stelle su 5, dichiarando "Contenendo tutto dal combattimento base agli intrighi, Emperor of the Fading Suns possiede una profondità degna di un videogioco classico." Personal Computer Magazine ha descritto il gioco come "destinato a essere un classico", ma ha anche notato numerosi bug.
Il gioco ha ricevuto anche un 73 da Gamezilla, un 6,5 da GameSpot e un 75% da PC Gamer.